# 伊藤麻衣 (女優)
伊藤 麻衣（いとう まい、1993年11月16日 - ）は、日本の女優、タレント。ブルーシャトル所属。愛知県名古屋市出身。

## 出演

### テレビドラマ
- ドラマ30 幼稚園ゲーム〜お受験します!〜（2001年2月5日 - 3月30日、CBC） - 由美 役
- コーリュー（2002年、名古屋テレビ） - 沙希（幼少期） 役
- NHKスペシャル 終戦60年企画 象列車がやってきた（2005年、NHK） - 友部ユリ（11歳） 役
- ドラマ30 こどもの事情（2007年7月2日 - 8月31日、CBC） - 田辺美緒 役
- 連続テレビ小説 だんだん（2008年 - 2009年、NHK大阪放送局） - 花香（美香） 役
- 中学生日記 シリーズ「神様検索」第3話[3]（2011年、NHK名古屋放送局） - サチ 役
- ドラマ10 マチ工場のオンナ 第3話（2017年、NHK名古屋放送局）

### ラジオドラマ
- FMシアター 河童淵夜曲（2004年、NHK-FM）

### 舞台
- ROMEO+JULIET THE MUSICAL（2009年） - ティボルト 役
- 劇団ひまわり名古屋アクターズスクール公演 はるか HARUKA 〜はるかの海〜（2019年、昭和文化小劇場）

### 映画
- 亜人（2017年、東宝） - 報道陣B 役

### CM
- ユニーアピタ バビエの国（2003年）

## 作品

### 写真集
- 恋のまい（2006年、心交社、ISBN 4-7781-0226-6）

### イメージビデオ
- Rondo（2006年、心交社、ISBN 4-7781-0227-4）